# Joseph Bédier (résistant)
Pour les articles homonymes, voir Bédier.
Ne doit pas être confondu avec Joseph Bédier.
Joseph Bédier, né en 1916 à Angers et décédé en 1945 à Mauthausen, est un résistant français.

## Biographie
Agent commercial de profession, Joseph Bédier est mobilisé en septembre 1939. Après l'armistice de 1940, il intègre la résistance en tant qu'agent de renseignement et de liaison, au sein du réseau « Honneur et Patrie ».
La Gestapo l'arrête à son domicile le 3 mars 1942. Il est conduit à la maison d'arrêt du Pré-Pigeon à Angers, puis à la prison de Fresnes à Paris, avant d'être déporté à Sonnenburg et enfin à Mauthausen où il perdra la vie le 30 mars 1945, quelques jours avant la libération du camp par les alliés.

## Chronologie
(janvier 2015).
- 20 février 1916 Naissance à Angers
- 3 mars 1942 Arrestation à Angers
- 21 mars 1942 Transfert à Fresnes au sud de Paris
- 19 mai 1942 1re audience de jugement à l’hôtel Continental rue du Mont Thabor à Paris
- 30 mai 1942 Les familles sont admises dans la salle de l’Hôtel Continental à Paris, abritant le tribunal
- 1er juin 1942 Joseph au même endroit est chargé d’annoncer à son père sa condamnation à mort.
- 9 juin 1942 Date fixée pour l’exécution, cependant que les démarches se multiplient en vue d’un recours en grâce
- 2 juillet 1942 Départ de la gare de l’Est pour la prison de Rheinbach en Allemagne
- 8 octobre 1942 Un courrier de Vichy annonce la commutation de peine en 10 ans de réclusion à effet du 21 juillet.
- Novembre 1942 Transfert à la prison de Sonnenburg près de Kürstin sur l’Oder (en Pologne aujourd’hui)
- 14 novembre 1944 Départ de Sonnenburg pour le camp de Saxen-Hausen souvent appelé Oranienburg, au N.O. de Berlin.
- 24 novembre 1944 Affectation au kommando HEINKEL au N.E. de Berlin
- 15 janvier 1945 Un témoin direct (M TRANCHANT) confirmera avoir vu à cette date Joseph en bonne santé
- 17 février 1945 Transfert à Mauthausen (près de Salzbourg en Autriche)
- 30 mars 1945 Le matricule 132.534 est porté décédé.

## Hommage
Un boulevard d'Angers porte son nom depuis le 23 mars 1953.